# Pylkönmäki
Pylkönmäki è stato un comune finlandese di 954 abitanti, situato nella regione della Finlandia Centrale. Il comune è stato soppresso nel 2009 ed è ora compreso nella città di Saarijärvi